# Oswestry
Oswestry (gallois : Croesoswallt) est une ville du comté anglais de Shropshire, contigüe au pays de Galles. Du fait des interactions humaines et sociales induites par cette proximité, le gallois (quoique aujourd'hui en forte régression locale) en demeure un des topolectes historiques. L'hebdomadaire Y Cymro (le Gallois) y fut longtemps publié.
Ce centre administratif régional est, avec une population de 17 181 habitants, la troisième plus grande ville du Shropshire.

## Histoire
La région est habitée depuis longtemps. Old Oswestry se trouve sur une colline avec des traces d'occupation datant des années 550 av. J.-C.
Monuments : château de Whittington  et le musée des Cambrian Railways. Outre de nombreuses écoles primaires, Oswestry possède deux écoles privées, Oswestry School et Moreton Hall, et un collège.
'...La Blanche Launde, qu jadys fust a un Bretoun, Meredus fitz Beledyns, e delees si est un chastelet q'est apellee Arbre Oswald, mes or est apelee Oswaldestré.' selon une romance anglo-normande médiévale.

## Personnes notables
- Henry Walford Davies, compositeur.
- Wilfred Owen, soldat et poète.
- Barbara Pym, auteur.
- Ian Woosnam, golfeur.
- Guillaume FitzAlan († 1160), seigneur du lieu, ancêtre des comtes d'Arundel.
- Trevor Rees-Jones, garde du corps.
- Ian Hunter, né en 1939 à Oswestry, chanteur de rock et auteur-compositeur-interprète, surtout connu en tant que frontman du groupe de rock Mott the Hoople.